# علاج بنقل الدم
العلاج بنقل الدم في مرض فقر الدم المنجلي يستلزم استخدام عمليات نقل الدم في علاج الحالات الحادة المصابة بمرض فقر الدم المنجلي، كما يستخدم كعلاج وقائي للوقاية من المضاعفات بخفض عدد خلايا الدم الحمراء التي قد تتحول إلى خلية منجلية وذلك بإضافة خلايا دم حمراء طبيعية. ولقد أثبت العلاج بنقل الدم الوقائي المنتظم في الأطفال للحصول على كرات الدم الحمراء نجاحًا محدودًا في الحد من خطر النوبة الأولى أو النوبة الصامتة حيث أظهر تخطيط الصدى للتصوير بـ أشعة دوبلر فوق السمعية عبر الدماغ زيادة غير طبيعية في سرعات تدفق الدم الدماغي. فهؤلاء الذين أصيبوا بنوبة سابقة أدى هذ العلاج إلى خفض خطر الإصابة بنوبة أخرى ونوبات صامتة أخرى.

## زيادة الحديد
يوجد في كل وحدة من الدم المنقول ما يقرب من 250 ملغم من الحديد، ومع كل عملية نقل دم تالية، يتراكم الحديد في مختلف أنسجة الجسم لدى المرضى الذين يتلقون العلاج بنقل الدم بصورة منتظمة، فما من سبيل لتخلص الجسم من الحديد الزائد، وهذا أحد أسباب زيادة المرض والوفاة. ويمكن مواجهة آثار زيادة الحديد من خلال العلاج بالاستخلاب

## أنواع العلاج بنقل الدم
يوجد نوعان رئيسيان من نقل الدم، نقل الخلايا الحمراء البسيط وتبديل الدم.

### نقل الدم البسيط
يُقصد بنقل الدم البسيط نقل خلايا الدم الحمراء دون إزالة أو سحب أي كمية من دم المريض. يوصى بتطبيقه عندما يكون خضاب المريض أقل بكثير من المعتاد، مثلما يحدث في حالة الأزمة اللاتنسجية التي تحدث في سياق مرض فقر الدم المنجلي.

### تبديل الدم
يتضمن تبديل الدم إزالة دم المريض واستبداله بخلايا دموية حمراء من المتبرع. يُستخدم لعلاج المضاعفات التي تهدد حياة مريض فقر الدم المنجلي مثل السكتة الدماغية أو أزمة الصدر الحادة.
يوجد ثلاث فوائد رئيسية لعملية تبديل الدم مقارنة بنقل الدم البسيط، وسبب وجود هذا التفضيل بشكل أساسي هو القدرة على إزالة الخضاب المنجلي S في خلايا الدم الحمراء المنجلية:
1. الحصول على نسبة عالية من الخضاب الطبيعي (للمتبرع) المحتوي على خلايا حمراء طبيعية بعد نقل الدم.
2. يمكن إعطاء كميات أكبر من دم المتبرع بدون ارتفاع الهيماتوكريت إلى مستويات تزيد من لزوجة الدم بشكل مفرط.
3. انخفاض الحجم الصافي المنقول لخلايا الدم الحمراء، مما يقلل من الحمل الزائد للحديد.

ومع ذلك، يوجد أيضًا مخاطر محتملة مرتبطة بنقل الدم:
1. التمنيع الخيفي للخلايا الحمراء بسبب زيادة تعرض المتبرعين.
2. ارتفاع التكاليف.
3. الحاجة إلى معدات متخصصة.
4. الحاجة إلى وصول وريدي جيد.

#### التبديل الآلي للخلايا الحمراء
يُجرى التبديل باستخدام آلة (فصادة). تقلل هذه الطريقة بسرعة وبشكل كبير من تركيز الخلايا المنجلية داخل الدم دون زيادة الهيماتوكريت الكلي أو لزوجة الدم.

#### التبديل اليدوي للخلايا الحمراء
يُجرى التبديل يدويًا. يشير إلى الفصد اليدوي لنسبة مئوية من دم المريض قبل أو بالتزامن مع نقل خلايا الدم الحمراء.

### تواتر عمليات نقل الخلايا الحمراء
يمكن تصنيف عمليات نقل الخلايا الحمراء على أنها نوبية أو مزمنة.

#### نقل الدم النوبي
يُطبق نقل الدم النوبي إما بشكل حاد استجابة لمضاعفات مرض فقر الدم المنجلي مثل متلازمة الصدر الحادة أو لمنع حدوث مضاعفات قبل الجراحة.

#### نقل الدم المزمن
يُطبق نقل الدم المزمن عند الحاجة إلى إبقاء مستويات الخضاب المنجلي منخفضة بشكل مستمر للوقاية من المضاعفات المرتبطة بالخلايا المنجلية، والتي تكون أكثر شيوعًا عند الأطفال.

## المضاعفات المتعلقة بنقل خلايا الدم الحمراء

### التلقيح الخيفي
يعتبر التلقيح الخيفي للخلايا الحمراء شائعًا عند الأشخاص المصابين بمرض فقر الدم المنجلي الذين يتلقون عمليات نقل الدم في أوروبا وأمريكا الشمالية؛ بسبب وجود اختلافات عرقية في تكرارات مستضدات فصيلة الدم. عادة ما يكون المتبرعون بالدم من القوقاز بينما متلقو الدم من أصل أفريقي أو أفريقي كاريبي. تقلل محاولات مطابقة النمط الظاهري لخلايا الدم الحمراء (مطابقة فصيلة الدم الريسوسية ونظام مستضد كيل ونظام الزمرة الدموية ABO) من خطر التلقيح الخيفي، لكنه ما يزال يحدث بالرغم من ذلك.